# La carta (álbum)
La carta es el nombre del segundo álbum de estudio grabado por la cantante colombiana Greeicy. Se lanzó el 3 de marzo de 2022 por la compañía discográfica  Universal Music Latin.
El álbum se caracteriza por el estilo musical variado de Greeicy, donde hay una fusión con ritmos como el reguetón, la balada romántica y el pop, y otros como el reggae. Asimismo, el álbum se estrenó junto a su sencillo «Tóxico».
De este álbum, se desprenden algunos éxitos como: «Los consejos», «Te creí», «Los besos» y «Lejos conmigo». En el álbum están incluidas las participaciones de Alejandro Sanz, Mike Bahía y Cultura Profética. El sencillo «Cuando te vi» fue en dedicatoria al matrimonio de sus padres, mientras que «Att: Amor» fue presentada como parte de la noticia de su embarazo.

## Lista de canciones
| N.º | Título                               | Duración |  |
| 1.  | «Apretaito»                          | 2:41     |  |
| 2.  | «Los besos»                          | 3:22     |  |
| 3.  | «Tóxico»                             | 3:18     |  |
| 4.  | «Te creí» (con Cultura Profética)    | 4:02     |  |
| 5.  | «No me hacen falta»                  | 3:01     |  |
| 6.  | «Lejos conmigo» (con Alejandro Sanz) | 2:55     |  |
| 7.  | «Una aventura»                       | 2:14     |  |
| 8.  | «La matemática»                      | 2:47     |  |
| 9.  | «Los consejos»                       | 2:56     |  |
| 10. | «Cuando te vi»                       | 3:09     |  |
| 11. | «La canción»                         | 2:49     |  |
| 12. | «Att: Amor» (con Mike Bahía)         | 2:12     |  |